# به من تجاوز کن
به من تجاوز کن (به انگلیسی: Rape Me) تک‌آهنگی از گروه گرانج آمریکایی، نیروانا است که توسط خواننده گروه، کرت کوبین نوشته شده است. این ترانه در سال ۱۹۹۳ به عنوان دومین تک‌آهنگ از آلبوم در رحم منتشر شد و به همراه ترانه سراسر عذرخواهی در فسمت روی دیسک قرار داشت و در پشت دیسک هم ترانه واژن مرطوب جای گرفته بود.

## پیش‌زمینه و ضبط
کوبین در سال ۱۹۹۱ آهنگ به من تجاوز کن را بر روی گیتار آکوستیک نوشت، این اتفاق در حوالی همان دورانی که دومین آلبوم نیروانا، بی‌خیال در حال میکس شدن بود، رخ داد. نبروانا اولین بار این ترانه را در همان سال به صورت زنده اجرا کرد، هرچند که کوبین هنوز بخش بریج را تمام نکرده بود و به جای آن یک گیتار سولو نواخت.
تک آهنگ به من تجاوز کن، در جدول تک‌آهنگ‌های بریتانیا در مقام ۳۲ قرار گرفت. این ترانه را کوبین در سال ۱۹۹۱ و در هنگامی که آلبوم دوم نیروانا، بی‌خیال در حال میکس شدن بود، بر روی یک گیتار آکوستیک نوشت. گروه نیروانا اولین بار در سال ۱۹۹۱ این ترانه را به صورت زنده اجرا کرد، هر چند که در آن هنگام کوبین هنوز بخش بریج را ننوشته بود و در عوض به جای آن یک گیتار سولو نواخت. نیروانا در مراسم اهدای جایزه MTV در سال ۱۹۹۲ قصد داشت این ترانه را اجرا کند. در حالی که MTV به گروه گفته بود که می‌توانند هر ترانه‌ای که دوست داشتند را اجرا کنند، بعدها اصرار داشتند که ترانه بوی روح نوجوانی می‌ده توسط گروه اجرا شود. ساعاتی قبل از اجرای مراسم، نیروانا از نواختن ترانه امتناع کرد. با این حال، به علت نگرانی‌هایی در مورد اینکه MTV در صورت اجرا نکردن ترانه می‌توانست دیگر هنرمندان ناشر گروه را تحریم کند، نیروانا سرانجام حاضر شد آخرین تک‌آهنگ خود، لیتیوم را اجرا کند. در ابتدای اجرای ترانه، کوبین شروع به نواختن و خواندن ترانه به من تجاوز کن کرد، او در این باره گفت که این کار را به خاطر این کرده است تا کمی تپش قلب MTV را بالا ببرد. وقتی که گروه اجرای ترانه Rape me را متوقف کرد و شروع به نواختن لیتیوم کرد، MTV که دست‌پاچه شده بود، لحظاتی به پخش پیام بازرگانی مشغول شد.
نیروانا اولین بار در اکتبر ۱۹۹۲ در حین یک جلسه ضبط دموی دو روزه در سیاتل، ترانه به من تجاوز کن را به تهیه‌کنندگی جک اندینو ضبط کرد. دو برداشت از آهنگ ضبط شد، اولی بدون کلام بود، و در دومین برداشت، کوبین خواننده اصلی و گرول خواننده پشتیبان بود. کوبین دخترش فرانسیس بین کوبین را در حین ضبط در آغوش خود نگه داشته بود و صدای گریه او در نسخه دمو قابل شنیدن است.
در فوریه سال ۱۹۹۳ گروه نیروانا به استودیو Pachyderm در کانن فلز، مینه‌سوتا رفت تا سومین آلبوم خود را به تهیه‌کنندگی آلبینی ضبط کند. در ۱۵ فوریه آهنگ به من تجاوز کن توسط گروه ضبط شد. روز بعد، کوبین کار خواندن تمام آهنگ‌های آلبوم را در جلسه‌ای که طول آن شش ساعت گزارش شده، به پایان رساند.
کوبین این طور اظهار داشته است که ترانه به من تجاوز کن، یک ترانه زندگی‌بخش و ضدتجاوز است. او به نشریه Spin گفته است که «مثل این هست که یک زن در حال گفتن 'به من تجاوز کن، ادامه بده، منو بکن، منو کتک بزن، تو مرا هرگز نخواهی کشت، من زنده خواهم ماند و توی یکی از همین روزها انتقام خواهم گرفت و تو هرگز نخواهی فهمید'»
Michael Azerrad، زندگی‌نامه‌نویس نیروانا اظهار داشته است که این آهنگ در مورد بی‌زاری کوبین از مورد پوشش واقع شدن زندگی خصوصی کوبین توسط رسانه‌ها است. در حالی که کوبین گفته است که این ترانه را وقتی نوشته که هنوز قضیه اعتیادش به مواد مخدر به صورت عمومی پخش نشده بود، او موافق بوده که می‌توان چنین برداشتی هم از این آهنگ داشت. همینطور کوبین در مصاحبه‌ای در سال ۱۹۹۳ اظهار داشته است این آهنگ آنقدر رک است که امکان ندارد کسی آنرا اشتباه بفهمد.